# Annona salicifolia
Annona salicifolia är en kirimojaväxtart som beskrevs av Erik Leonard Ekman och Robert Elias Fries. Annona salicifolia ingår i släktet annonor, och familjen kirimojaväxter. Inga underarter finns listade i Catalogue of Life.